# Asmildstenen
Asmildstenen er en runesten, som nu findes i våbenhuset til Asmild Kirke ved Viborg.
Asmildstenen blev fundet i september 1950 i forbindelse med arkæologiske udgravninger, som skulle kaste lys over klosterkirkens meget komplicerede bygningshistorie. Stenen fandtes i kirkemuren til nordtårnet, som menes bygget omkring 1150, og som senere er revet ned. Ved stenens genbrug i fundamentet var der foretaget en mindre tilhugning både foroven og forneden, hvilket har skadet den midterste runelinje på forsiden samt nogle runer øverst på smalsiden.
Stenen sad med runerne vendt på hovedet ved kirkens norddør, ca. en halv meter over daværende gulvniveau, dvs. en halv meter under det nuværende.
- Asmildstenen forfra
- Asmildstenen fra hjørnet
- Asmildstenen fra siden

## Indskrift
| Translitteration | þurkutr : þurkus : tutiR : þkuþulfs : sunaR (:) sati : stin : þąsi : iftiR : busa uir sin : tiþita : mąn : muaR : h-... : tutur : |
| Transskription   | Þurgundr Þurgots dottiR, Þiuþulfs sunar, satti sten þansi æftiR Bosa, wær sin, tiþenda mann (muaR) h... dottir                    |
| Oversættelse     | Thorgun(d), datter af af Thorgot, søn af Thjodulv, satte denne sten efter sin ægtefælle Bose, tidenders mand <muaR> H… datter.    |

Forfatteren og historikeren Palle Lauring mente, at vi her ser et glimt af den Thrugotsen-slægt, som i 1000-tallet havde en fremtrædende stilling i Jylland og hvortil blandt andre Erik Ejegods dronning, Bodil, ærkebiskop Asser og historieskriveren Svend Aggesen hørte.
Det kan diskuteres, hvad betegnelsen tidendemand dækker over. Det er muligt, at en tidendemand er en person, som har ansvar for at bringe nyt til stormanden.